# Cynthia Hotton
Cynthia Hotton, née le 17 janvier 1969 à Buenos Aires, est une femme politique argentine, ancienne députée et candidate à la vice-présidence.

## Biographie

### Jeunesse
Cynthia Hotton est née le 17 janvier 1969 à Buenos Aires, ses parents émigrent d'Australie en Argentine au début du XXe siècle.

### Carrière politique
Cynthia Hotton commence sa carrière politique avec le parti de Ricardo López Murphy, Recréer pour la croissance, qui fusionne avec Proposition républicaine. En mars 2009, elle lance le parti Valores para mi país (en français: Valeurs pour mon pays), et rompt officiellement avec Proposition républicaine en août de la même année. Cynthia Hotton promeut le parti conservateur comme étant la représentation de l'opposition à la légalisation de l'avortement. En mai 2010, elle est l'une des principales opposantes au mariage homosexuel en Argentine à la Chambre des députés, menant des manifestations contre l'adoption du mariage homosexuel en juillet.
Lors de l'élaboration du budget 2011 du gouvernement argentin, Cynthia Hotton dénonce une prétendue tentative de corruption par SMS.